# موريس فراولي
موريس فراولي (بالإنجليزية: Maurice Frawley)‏ هو مغني وكاتب أغاني أسترالي، ولد في 5 مايو 1954، وتوفي في 16 مايو 2009 في Rochester, Victoria ‏ في أستراليا بسبب سرطان الكبد.

## وصلات خارجية
- موريس فراولي على موقع ميوزك برينز (الإنجليزية)
- موريس فراولي على موقع ديسكوغز (الإنجليزية)